# Новошкотски долар
Новошкотски долар (енгл. Nova Scotian dollar), је био валута Нове Шкотске између 1860. и 1871. године.  Заменио је новошкотску фунту по стопи од 5 долара = 1 фунта (1 долар = 4 шилинга) и према томе је вредео мање од канадског долара (вредности 4s 1.3d). Новошкотски долар је мењан канадским доларом по стопи од 73 канадска цента = 75 новошкотских центи, чиме је задржана разлика између две валуте установљене 1860. године.

## Кованице
Између 1861. и 1864. године издавани су бронзани новчићи од ½ и 1 цента. Ово су били једини новчићи издати у новошкотском долару.

## Новчанице
Између 1861. и 1866. године, Покрајинска влада је увела благајничке записе од 5 долара. Поред тога, три овлашћене банке издале су папирни новац у Новој Шкотској, Банка Нове Шкотске, Банкарска компанија Халифакс и Трговачка банка Халифакса. Све приватне банке су издале новчанице у једном апоену, 20 долара. Касније су издали новчанице у канадским доларима.
Покрајина Канада је издала новчанице од 1866. са прештампаним натписом „Плаћа се само у Халифаксу“ („Payable in Halifax/only”). Они су били за оптицај у Новој Шкотској као локална валута. Издате су новчанице од 5 долара, у вредности од 4,86 долара у канадској валути.